# Накуру Ол Старз (1961)
Футбольний клуб «Накуру Ол Старз» або просто «Накуру Ол Старз» (англ. Nakuru AllStars Football Club) — професіональний кенійський футбольний клуб з міста Накуру.

## Історія
Утворений 1961 року в місті Накуру. У 1963 році став одним з засновників кенійської Прем'єр-ліги, переможець першого розіграшу кенійського чемпіонату, свій успіх клуб повтори а 1969 році, коли знову виграв кенійську першість. У 1970 році клуб дебютував у міжнародних змаганнях. У Кубку африканських чемпіонів кенійці поступилися танзанійському «Янг Афріканс». У 1975 році команду було розформовано. У 2010 році було створено команду «Накуру Ол Старз».

## Досягнення
- Прем'єр-ліга Кенії
  -  Чемпіон (2): 1963, 1969

- Кубок президента Кенії
  -  Володар (1): 1969

## Статистика виступів на континентальних турнірах
| Сезон | Турнір                       | Раунд | Клуб         | Вдома | На виїзді | Загалом |
| ----- | ---------------------------- | ----- | ------------ | ----- | --------- | ------- |
| 1970  | Кубок африканських чемпіонів | 2     | Янг Афріканс | 1-0   | 1-3       | 2-3     |

## Відомі тренери
- Рей Бечелор[3]